# Henrik Hegardt (företagsledare)
Henrik Hegardt, född den 13 april 1934 i Alkvettern, Bjurtjärns församling, Värmlands län,  död den 13 mars 2021 i Djursholm, Danderyds distrikt, Stockholms län, var en svensk företagsledare. Han var son till Stig Hegardt.
Hegardt diplomerades från Wirtschaftshochschule Mannheim 1962. Han var anställd vid Nohab i Trollhättan 1962–1966, vid Bofors 1967–1968, ekonomichef Nohab 1969–1971, controller vid Svenska Tändsticksaktiebolaget 1972–1977 och divisionschef för Arenco inom Swedish Match 1978–1981. Hegardt var verkställande direktör för Scandiaconsult 1982–1983 och för Carl Munters 1984–1986, vice verkställande direktör där 1986–1999. Han vilar i en familjegrav på Djursholms begravningsplats.